# Александр (пфальцграф Цвейбрюккена)
Александр Пфальц-Цвейбрюккенский, Александр Хромой (нем. Pfalzgraf Alexander von Zweibrücken "der Hinkende"; 26 ноября 1462, Пфальц-Цвейбрюккен — 21 октября 1514, Цвайбрюккен) — герцог и пфальцграф Пфальц-Цвейбрюккена и Фельденца в 1489—1514 годах.

## Жизнь
Сын Людвига I Пфальц-Цвейбрюккенского и его жены Иоганны. Александр пообещал основать церковь после успешного возвращения из крестового похода; он сдержал слово, построив Александрскирхе в Цвейбрюккене в 1489 году.
Людвиг I завещал своим сыновьям править совместно, однако в 1490 году, всего через год после его кончины, Александр объявил своего старшего брата Каспара психически больным, заключил его в Фельденцский замок и стал править единолично.
В 1499 году Александр женился на Маргарите Гогенлоэ-Нойенштайнской, дочери Крафта VI фон Гогенлоэ и Елены Вюртембергской. Их дети:
1. Иоганна (1499—1537), монахиня в Трире
2. Людвиг II (1502—1532)
3. Георг (1503—1537), каноник в Трире, Страсбурге и Кёльне
4. Маргарете (1509—1522), монахиня в Боппарде
5. Рупрехт (1506—1544)
6. Катарина (1510—1542), с 1541 жена графа Отто IV фон Ритберга

1. ↑  Find a Grave (англ.) — 1996.